# Basistriga
Basistriga từng là một chi bướm đêm thuộc họ Noctuidae, hiện tại được coi là đồng nghĩa của Albocosta, một phân chi của Dichagyris.

## Một số loài trước đây thuộc chi
- Basistriga flammatra Schiffermüller, 1775
- Basistriga herculea Corti & Draudt, 1933